# Adrien Garel
Adrien Garel (Bagneux, 12 de março de 1996) é um desportista francês que compete no ciclismo nas modalidades de pista e rota.
Ganhou duas medalhas no Campeonato Europeu de Ciclismo em Pista, ouro em 2017 e prata em 2018, ambas na carreira de scratch.

## Medalheiro internacional
| Campeonato Europeu | Campeonato Europeu     | Campeonato Europeu | Campeonato Europeu |
| Ano                | Lugar                  | Medalha            | Competição         |
| ------------------ | ---------------------- | ------------------ | ------------------ |
| 2017               | Berlim ( Alemanha)     | Medalha de ouro    | Scratch            |
| 2018               | Glasgow ( Reino Unido) | Medalha de prata   | Scratch            |

## Equipas
- Vital Concept (2018-)
  - Vital Concept Cycling Clube (2018)
  - Vital Concept-B&B Hotels (2019)
  - B&B Hotels-Vital Concept p/b KTM (2020)